# Mombeek

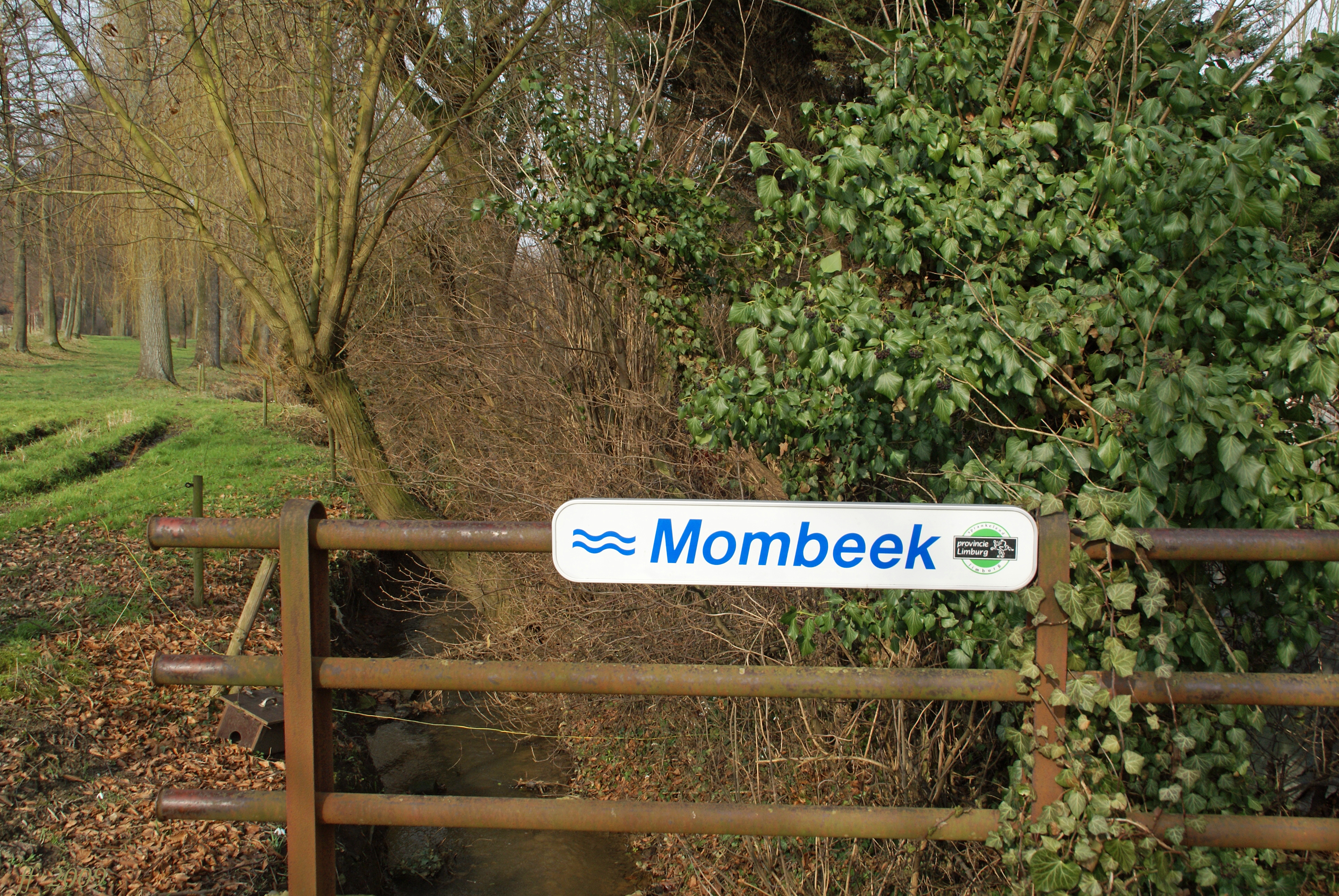
Brug over de Mombeek in Widooie

De Mombeek is een beek die in Widooie, een deelgemeente van Tongeren in de Belgische provincie Limburg ontspringt op dezelfde plaats waar de Romeinen water vandaan haalden dat ze via een aquaduct, over de aangelegde heuvel die nu Beukenberg heet, naar Tongeren leidden.
De 112,5 m hoge heuvelrug in het zuiden van Widooie is een onderdeel van de waterscheiding tussen het Maas- en het Scheldebekken. De Jeker vloeit in de Maas terwijl de Mombeek via de Herk, de Demer, de Dijle en de Rupel in de Schelde stroomt. Er werden vaak plannen gemaakt de Schelde en de Maas te verbinden door deze heuvelrug door te graven, maar dat werd nooit voltooid.
De Mombeek loopt via Zammelen, Wintershoven, Vliermaalroot en Wimmertingen naar Sint-Lambrechts-Herk waar ze na ongeveer 23 km in de Herk uitmondt. Heel even, over 12 meter, loopt ze langs de grens tussen Sint-Lambrechts-Herk en Alken. In de loop der tijden werd ze Molenbeek, Herckbeek, Hamptbeek of Kertsbornbeek genoemd. In de Mombeek monden uit: de Marmelbeek nabij Jesseren en de  Leerbeek/Winterbeek tussen Guigoven, Vliermaal en Wintershoven.
De Mombeek voedde tal van watermolens, zoals de Croesmolen in Vliermaal, de Wintershovenmolen nabij de hoeve Desseneer in Wintershoven, de Rootmolen in Vliermaalroot, de Bombroekmolen (nu niet meer aan de Mombeek door het verleggen van de bedding) in Kortessem, de Luimertingenmolen in Kortessem en de Mombeekmolen nabij het kasteel van Mombeek tussen Rapertingen en Wimmertingen. In totaal waren er 12 watermolens op de Mombeek. De naam van de beek is dan ook een samentrekking van Molenbeek.
In de Kortessemse deelgemeente Wintershoven stroomt de Mombeek in een prachtig decor met onder andere de Sint-Lambertusbron, gelegen in de weilanden vlak bij de hoeve Desseneer. In de landschappelijk, plantkundig en ecologisch waardevolle vallei van de Mombeek bevinden zich de door Natuurpunt beheerde natuurreservaten Zammelen, Nietelbroeken (Kortessem en grens Diepenbeek) en Mombeekvallei (Hasselt en Alken).

## Galerij

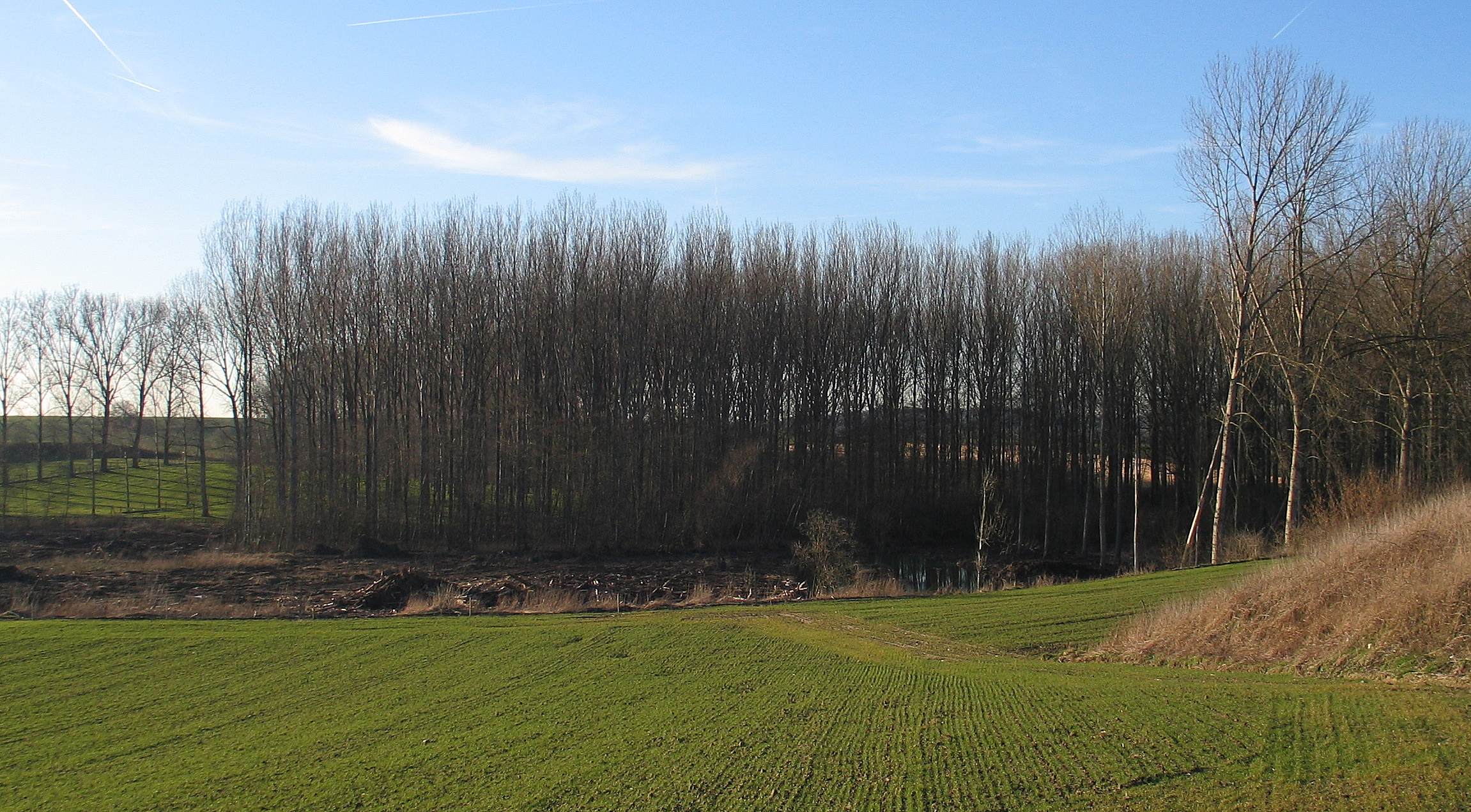
De Kertsborn, bron van de Mombeek
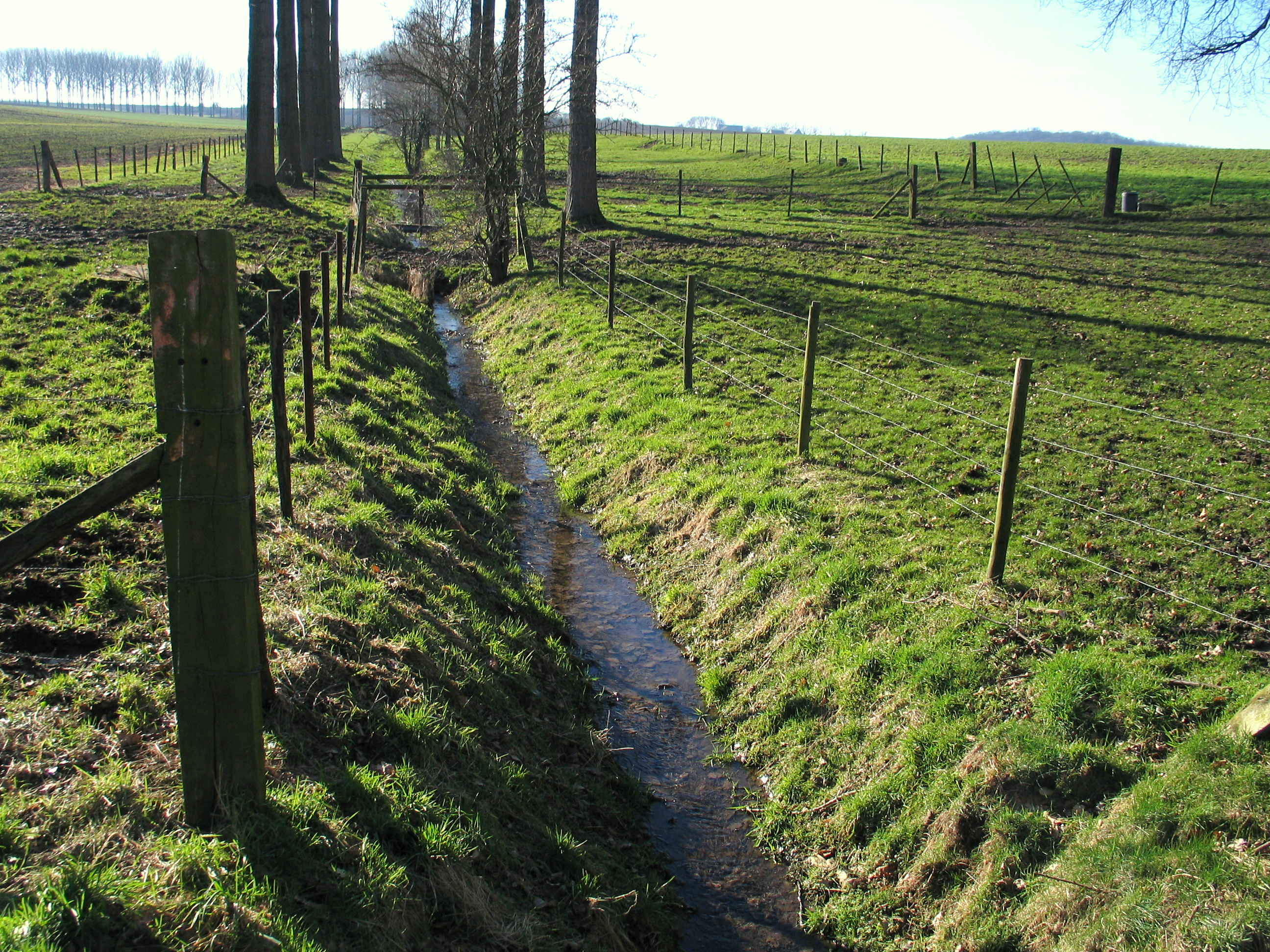
De Marmelbeek in Bommershoven
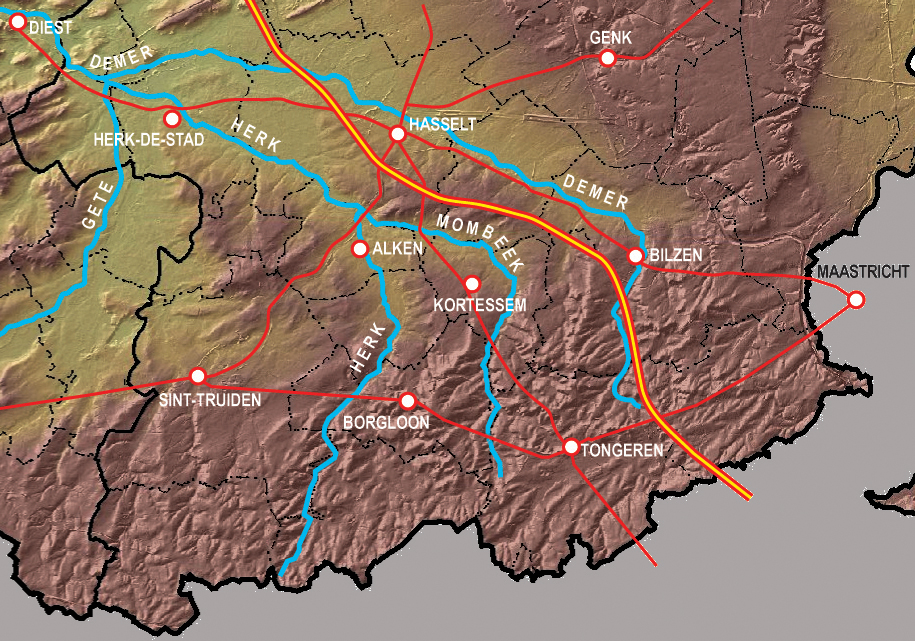
De Demer en zijn belangrijkste bijrivieren in Zuid-Limburg (Vlaanderen), waaronder de Mombeek